# Струна

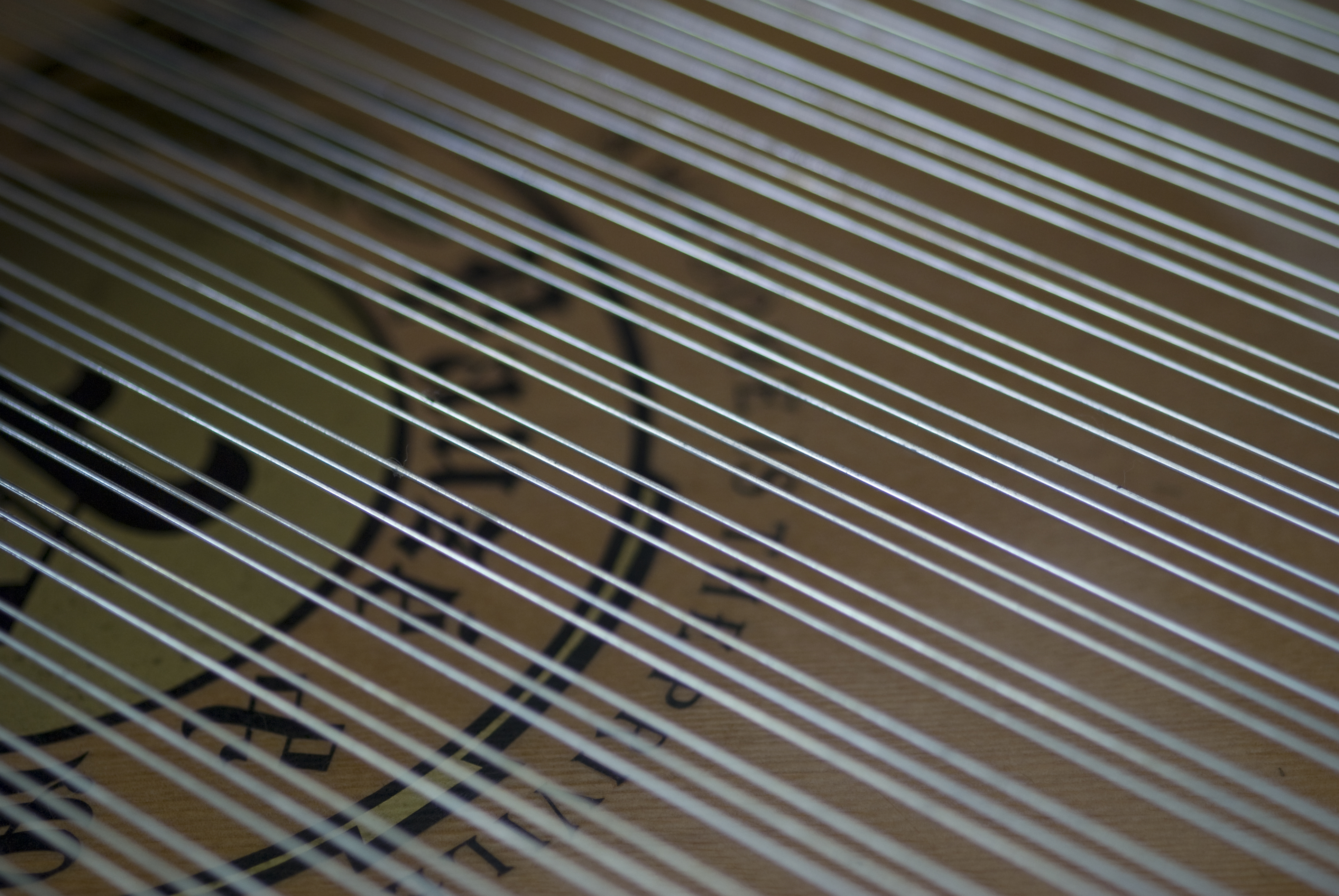
струни фортепіано

Коливання струни.
а)цілою частиною; б) двома половинами;
в) трьома третинами; г) чотирма чвертями і т. д.

Струна́ — тонка, гнучка, сильно натягнута нитка з рівномірно розподіленою по довжині густиною. При збудженні струни, наприклад ударом або щипком, вона починає здійснювати коливальні рухи, при яких всі її ділянки зміщуються в поперечному напрямку. Будь-яке коливання струни можна представити у вигляді суми її гармонічних коливань,  власні частоти яких f залежать від її довжини l, площі перетину S, натягу Q , густини матеріалу ρ та умов закріплення кінців. Для струни на жорстких опорах, {\displaystyle f_{n}={\frac {n}{2l}}{\sqrt {\frac {Q}{\rho S}}}}, де n — ціле число, що відповідає номеру гармонічної складової.

## Струни музичних інструментів
У музиці струна є джерелом звукових коливань у струнних музичних інструментів. Вібрація всієї струни дає основний тон, а коливання її частин створює обертони, що загалом утворює гармонічний ряд. При цьому висота звуку забезпечується частотою, сила звуку — амплітудою, а тембр — формою коливань.
У давні часи струни виготовляли з кори дерев, рослинних волокон та волосся тварин (переважно кінського). В сучасних музичних інструментах використовують переважно металеві струни (бронза, сталь, фосфорна бронза), рідше — жильні, шовкові та із синтетичних волокон (нейлон або карбон). Для видобування низьких тонів при обмеженій довжині струн використовують так звані обвиті струни. Вони складаються з тонкої нитки, обвитої в один чи два шари м'яким металевим дротом, (канителлю або сухозлотицею).

### Конструкція
Залежно від влаштування інструменту, на якому використовуються струни, вони зазвичай мають кульку або петлю на одному кінці для прикріплення до інструмента. Струни деяких інструментів можуть бути обгорнуті в шовк на кінцях, який їх захищає від пошкодження.

### Обшивка
Виті струни діляться на кілька типів, залежно від обплетення (канителі) і керна, а також від матеріалу виготовлення обплетення (сталь, нікель)

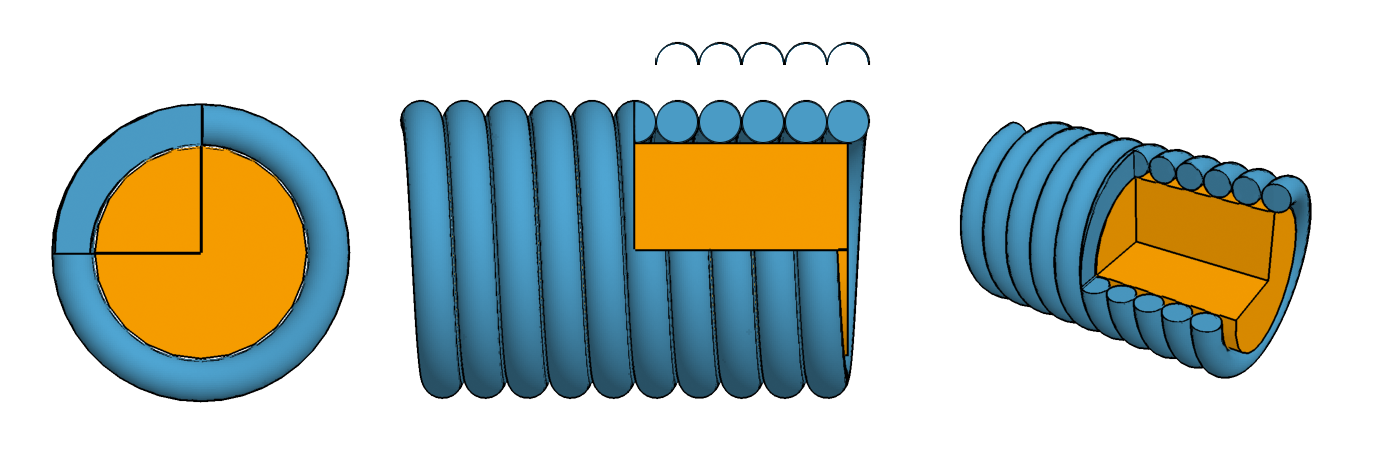

#### Кругле обплетення
Найпростіші з кручених струн — струни з круглим у перетині обплетенням. У них всередині є кругле осердя, на яке по спіралі накручується круглий дріт. Такі струни зазвичай просто виготовити, тому вони є найдешевшими. Природно, у них є і недоліки:
- Такі струни мають рельєфний профіль («горбки» обплітального дроту в поздовжньому перерізі струни), який викликає скрип, коли виконавець веде пальцями вздовж струни. Цей скрип використовується в таких прийомах гри як медіаторний слайд, пальцевий слайд, тощо.
- Шорстка поверхня струн також швидше зношує накладку та ладові поріжки.
- Обшивка не прикріплена до осердя і може обертатися навколо нього, особливо якщо вона пошкоджена. Через це стає важче утримувати струну пальцями, що псує загальне враження від гри.

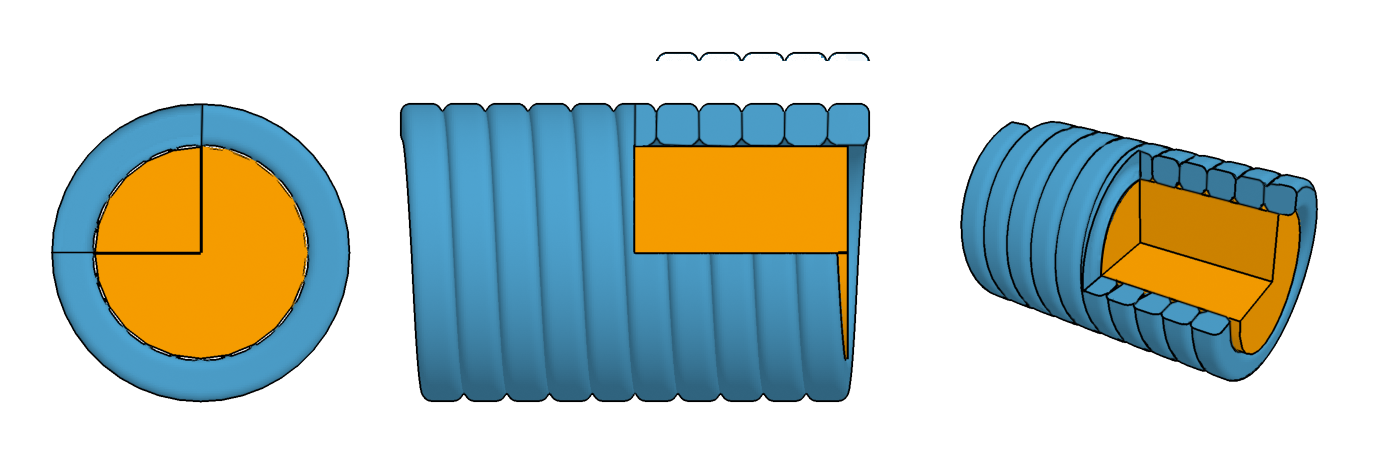

#### Плоске обплетення
Струни з плоскою обмоткою також мають кругле осердя, але дріт, яким він обмотується, має прямокутний перетин. При щільному обмотуванні такі струни мають набагато гладкіший профіль, що робить їх зручнішими для гри, вони менше ушкоджують накладку і лади і менше скриплять під пальцями. Однак виконавці часто помічають, що звук від таких струн помітно відрізняється від струн з круглим плетивом, що він менш яскравий. Струни з плоскою канителлю також зазвичай дорожчі, ніж з круглим.

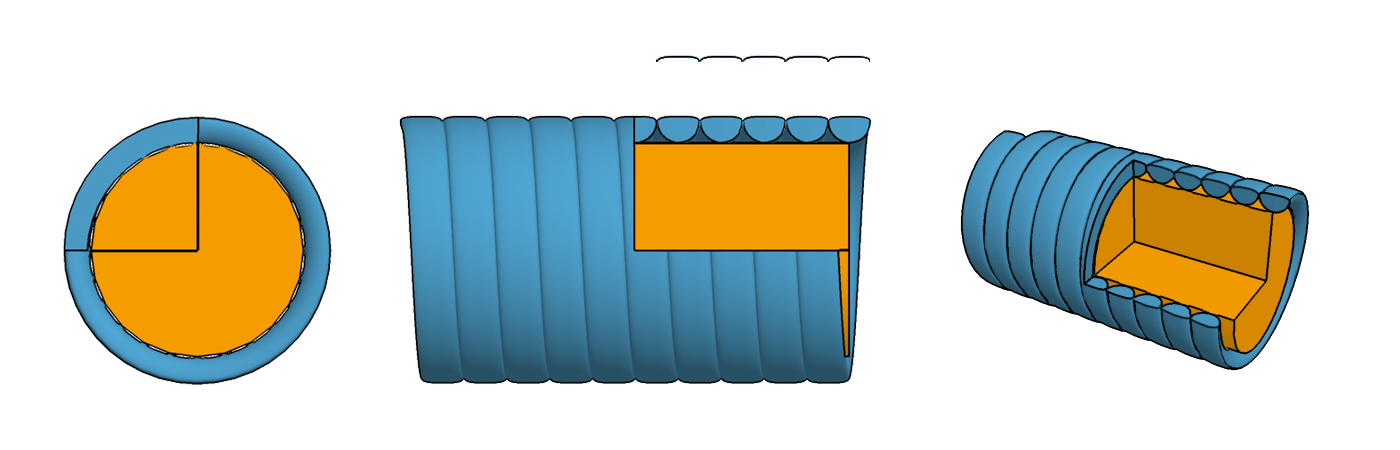

#### Напівкругле обплетення, поліроване обплетення, пресоване обплетення
Напівкругле обплетення — це гібрид круглого та плоского, що дає звукові характеристики круглого обплетення разом з відчуттям плоского. Струни з таким обплетенням зазвичай робляться за допомогою накручування круглого дроту на осердя з подальшою поліруванням або пресуванням зовнішнього боку дроту до майже плоского стану.
Слід зауважити, що в процесі полірування знімається майже половина маси дроту, тому для компенсації виробники повинні використовувати великий калібр дроту. У свою чергу, товстіший дріт робить тон скрипу від пальців нижчим. Залежно від обробки звуку, це може бути як добре (скрип стає менш вираженим та маскується музикою), так і погано (високочастотний скрип легше виявити та відфільтрувати при записі). Останнє має значення в тих випадках, коли скрип небажаний. Зазвичай, він є невід'ємною частиною звучання гітари.

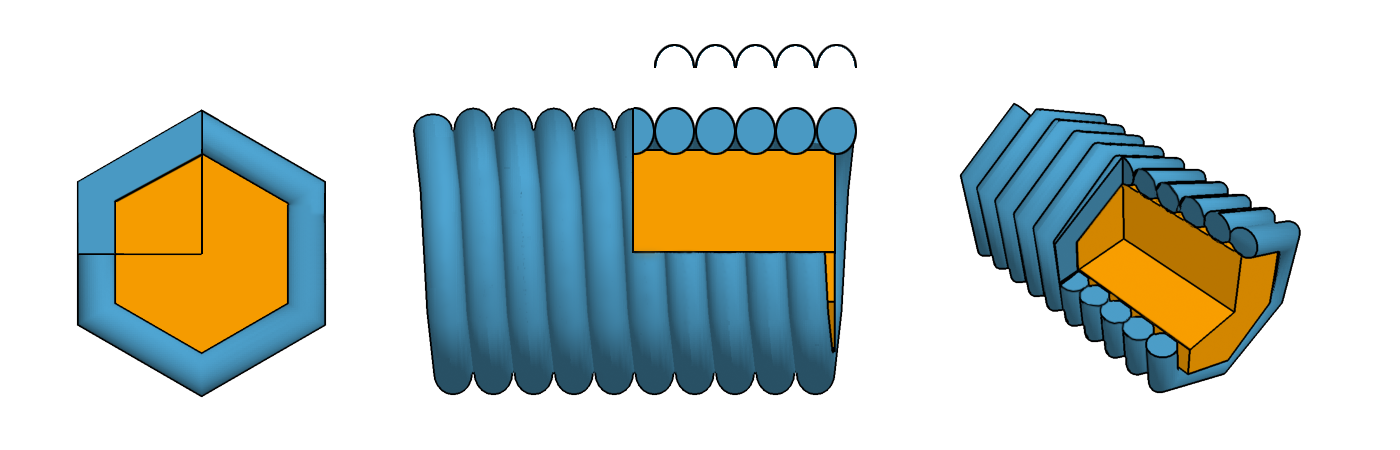

#### Гексагональне обплетення
Струни з гексагональним обплетенням складаються з шестикутного в перетині керна з туго намотаним на нього дротом (зазвичай круглим), який при цьому повторює форму керна. Це розв'язує проблему кручення обплетення навколо осердя, так що воно не буде обертатися і вислизати з-під пальців. Деякі кажуть, що шестигранне осердя покращує звук завдяки тіснішому зв'язку між ним і обплетенням. Недолік — гострі ребра струни менш зручні для пальців та зношують накладку та ладові поріжки ще швидше, ніж кругле обплетення. Шестигранні струни найчастіше використовуються на басових інструментах (таких як бас-гітара).

#### Діаметр струн (товщина) для звичайної акустичної гітари
Товщину струн для гітар прийнято вказувати в тисячних частках дюйма. Нижче наведені значення для найбільш поширеного набору:
- E (1-а) — 009 або 010
- B (2-а) — 014
- G (3-а) — 022
- D (4-а) — 031
- A (5-а) — 040
- E (6-а) — 046

## Кількість струн різних музичних інструментів
оркестрові інструменти
- струнні смичкові інструменти — 4 струни
  - скрипка — знизу: g-d1-a1-e2
  - альт — знизу:c-g-d1-a1
  - віолончель — знизу:C-G-d-a
  - контрабас — знизу:E1-A1-D-G
- арфа — 47 струн
- фортепіано — 220–240 струн.

українські народні
- бандура — 55-58 струн
- кобза (вересаївська) — 12 струн
- басоля — 3 або 4

інші
- мандоліна — 8 струн
- гітара — 6 або 7 струн, знизу: (H1)-E-A-d-g-h-e1
- бас-гітара — від 4 до 6 струн, знизу: (H2)-E1-A1-D-G-(c)
- банджо — від 4 до 5 струн
- ліра — 4 в 10 струни
- лютня — від 6 до 16 струн
- Гавайська гітара — 4 струни